# جرترود شويرتزر
جرترود شويرتزر (بالإنجليزية: Gertrude Schweitzer)‏ هي فنانة ورسامة أمريكية، ولدت في 1911، وتوفيت في 1989.